# Eichelbach (Murr)
Der Eichelbach ist ein knapp 4 km langer Bach im Rems-Murr-Kreis im nördlichen Baden-Württemberg, der nach einem recht genau westlichen Lauf beim Weiler Aichelbach der Gemeinde Oppenweiler von links in die mittlere Murr mündet.

## Geographie

### Verlauf
Der Eichelbach entsteht etwa 0,6 km westnordwestlich des Wanderheims Eschelhof auf der Hochfläche des Murrhardter Waldes um den Weiler Ittenberg der Gemeinde Sulzbach an der Murr auf etwa 476 m ü. NN im Wald in der Nähe einer Lichtung um ein Forsthaus. Er fließt durchweg etwa westlich und schneidet sich bald im Gewann Einsiedel in eine Waldklinge. Nach etwa 800 Metern Laufs mündet in diese von Süden her auf inzwischen nur noch etwa 387 m ü. NN ein steiler, nur periodisch wasserführender Klingenriß aus dem Gewann Sumpfwald, dessen Bett die Gemeindegrenze zu Oppenweiler folgt, die der Eichelbach nun quert.
Nach weiteren 700 Metern, auf denen ihm nun rechts nahe ein Wirtschaftsweg folgt, öffnet sich der rechte Hang Eichelberg zu einer Obstwiesenlandschaft, in der sich zahlreiche Baumreihen diesen Südhang des rechten Sporns Köpfle herabziehen, während links zunächst noch das Waldgewann Greut weiter angrenzt. Der Bach läuft nun meistens naturnah in einer zuerst sehr breiten, sich nach dem Ende des Greutwalds dann verengenden Baumgalerie aus überwiegend Schwarzerlen und Eschen bis zum Ortsrand des Oppenweiler Weilers Aichelbach (!). Dort wird er verdolt, quert die Bahnstrecke Schwäbisch Hall-Hessental–Waiblingen und anschließend die Zeller Straße und fließt daraufhin noch im Ortsbereich wieder offen. Nachdem er den Talweg am flussseitigen Ortsende unterquert hat, fließt er noch etwa 200 Meter baumbegleitet zwischen zwei Äckern über die linke Flussaue und mündet schließlich auf etwa 243 m ü. NN von links und Osten in die mittlere Murr; gegenüber steht auf einer Hügelkuppe das Backnanger Pflegeheim Staigacker.
Nach seinem mit einem mittleren Sohlgefälle von etwa 60 ‰ zurückgelegten Weg von 3,9 km Länge mündet der Eichelbach etwa 233 Meter unterhalb seines Ursprungs.

### Einzugsgebiet
Der Eichelbach hat ein Einzugsgebiet von 2,3 km² Größe, das überwiegend im Unterraum Murrhardter Wald des Naturraums Schwäbisch-Fränkische Waldberge liegt, mit dem mündungsnahen Teil im Unterraum Äußere Backnanger Bucht des angrenzenden Naturraums Neckarbecken. Die höchste Erhebung darin ist der Zollstock (543,7 m ü. NN) an der Südostecke, jenseits dessen nur ganz kurz das Einzugsgebiet des Brüdenbachs angrenzt, der über die Weißach weiter flussabwärts in die Murr entwässert. Hinter der südlichen Grenze fließt der nächste linke Murr-Zufluss Frauenklingenbach etwa parallel zum Eichelbach dieser etwas unterhalb von Zell zu. Im Norden scheidet die Grenze vom Entwässerungsgebiet des im Weiler Reichenbach mündenden nächstoberen Nebenflusses Reichenbachs der Murr, während das Gebiet jenseits der östlichen, teils erst über den Ittenberger Bach, vom Eschelbach zu dieser entwässert wird.
Gut ein Drittel des Einzugsgebietes sind Waldgebiete im Osten sowie auf dem schmalen Sporn des Köpfles im Norden, auf dem Gebiet der Gemeinde Sulzbach am Kocher, der Rest mit dem einzigen Ort Aichelbach darin liegt auf Oppenweiler Gemeindegemarkung. Im Oppenweiler Anteil dominieren dann die offenen Teile im Murrtal und am nördlichen Talhang unterm Köpfle leicht gegenüber dem Wald am Mittellauf und auf dem linken Bergsporn. Den Eichelberg genannten Südhang des Köpfles herab ziehen sich Obstwiesen in den oberen Talgrund, weiter der Murr zu mischen sich in der Landwirtschaftsflur Wiesen und Äcker.

### Zuflüsse
Der Eichelbach hat nur einen bedeutenderen Zufluss:
- (Unbeständiger Waldbach), von links und Süden auf etwa 386,6 m ü. NN[LUBW 4] im Waldgewann Einsiedel, ca. 0,4 km[LUBW 5] und ca. 0,3 km².[LUBW 6] Entsteht auf etwa 510 m ü. NN[LUBW 1] im Gewann Sumpfwald. Der Hauptstrang-Oberlauf des Eichelbachs ist beständiger, bis hierher ca. 0,8 km[LUBW 5] lang und hat hier schon ein Einzugsgebiet von ca. 0,4 km².[LUBW 6]

Dieser in einer steilen Klinge laufende Bach ist die Grenze zwischen den Gemeinden Sulzbach an der Murr und Oppenweiler, auf dessen Gebiet der abfließende Eichelbach gleich die Kehrschlinge eines auf beiden Hangseiten von unten her den Wald erschließenden Wirtschaftswegs unterquert.

## Geologie
Der Eichelbach durchläuft den Mittelkeuper vom Stubensandstein (Löwenstein-Formation) der Hochfläche des Murrhardter Waldes bis hinunter in den Gipskeuper (Grabfeld-Formation) im Murrtal; wenig abwärts von der Mündung setzt beim nächsten Talort Zell am Lauf der Murr schon der Lettenkeuper (Erfurt-Formation) des Unterkeupers ein. Nach einer leidlich langen Strecke auf dem Stubensandstein durchschneidet dabei der Bach das Schichtenpaket von den Oberen Bunten Mergeln (Mainhardt-Formation) unmittelbar unter diesem bis unter die letzten Schicht über dem Gipskeuper, den Schilfsandstein (Stuttgart-Formation), relativ schnell, ehe er zwischen dem Klingenzufluss von Süden im Waldgewann Einsiedel und seinem Waldaustritt im Gipskeuper die flacheren unteren über zwei Drittel seines Laufes beginnt.
Kurz vor dem Waldaustritt liegt links und kurz nach diesem rechts jeweils eine Insel abgerutschten Materials aus höheren Schichten am unteren Hang. Wenig danach bedeckt das für die Backnanger Bucht typische Lösssediment aus quartärer Ablagerung die tertiäre Gipskeuper-Schicht. Beim Weiler Aichelbach hat der Bach einen Mündungsfächer im Bereich des Auensedimentbands neben der hier südlich fließenden Murr aufgeschüttet, der den Fluss in einem Bogen nach Westen ausweichen ließ.
Auf die Hangschuttinsel links am Eichelbach hin zieht aus dem Südosten eine geologische Störungslinie ins Einzugsgebiet herein, mit der Tiefscholle im Nordosten, die jedoch anscheinend den Bach selbst nicht mehr quert.

## Schutzgebiete
Das gesamte Einzugsgebiet liegt im Naturpark Schwäbisch-Fränkischer Wald. Der größtenteils offene Eichelberghang rechts unterhalb des Köpfle-Sporns ist als Landschaftsschutzgebiet Eichelberg ausgewiesen.

### LUBW
Amtliche Online-Gewässerkarte mit passendem Ausschnitt und den hier benutzten Layern: Lauf und Einzugsgebiet des Eichelbachs

Allgemeiner Einstieg ohne Voreinstellungen und Layer: Daten- und Kartendienst der Landesanstalt für Umwelt Baden-Württemberg (LUBW) (Hinweise)
1. 1 2 3  Höhe nach dem Höhenlinienbild auf dem Hintergrundlayer Topographische Karte.
2. ↑  Länge nach dem Layer Gewässernetz (AWGN).
3. ↑  Einzugsgebiet nach dem Layer Basiseinzugsgebiet (AWGN).
4. 1 2  Höhe nach schwarzer Beschriftung auf dem Hintergrundlayer Topographische Karte.
5. 1 2  Länge abgemessen auf dem Hintergrundlayer Topographische Karte.
6. 1 2  Einzugsgebiet abgemessen auf dem Hintergrundlayer Topographische Karte.

### Andere Belege
1. ↑  Hansjörg Dongus: Geographische Landesaufnahme: Die naturräumlichen Einheiten auf Blatt 171 Göppingen. Bundesanstalt für Landeskunde, Bad Godesberg 1961. → Online-Karte (PDF; 4,3 MB)
2. ↑  Geologie nach der unter → Literatur aufgeführten geologischen Karte. Einen gröberen Überblick verschafft auch: Mapserver des Landesamtes für Geologie, Rohstoffe und Bergbau (LGRB) (Hinweise)